# Fjällstrupig lövkastare
Fjällstrupig lövkastare (Sclerurus guatemalensis) är en centralamerikansk fågel som vanligen placeras i familjen ugnsfåglar inom ordningen tättingar.

## Utseende och läte
Fjällstrupig lövkastare är en 17 cm lång fågel med lång stjärt näbb och kort stjärt. Den liknar roststrupig lövkastare (S. mexicanus) brun ovansida, gulbrunt bröst och mörkbrun undersida. Till skillnad från denna saknar fjällstrupig lövkastare dock en rostfärgad övergump men har en fjällig vit strupe. Lätet är hårt och gällt, medan sången är en fallande serie visslande toner.

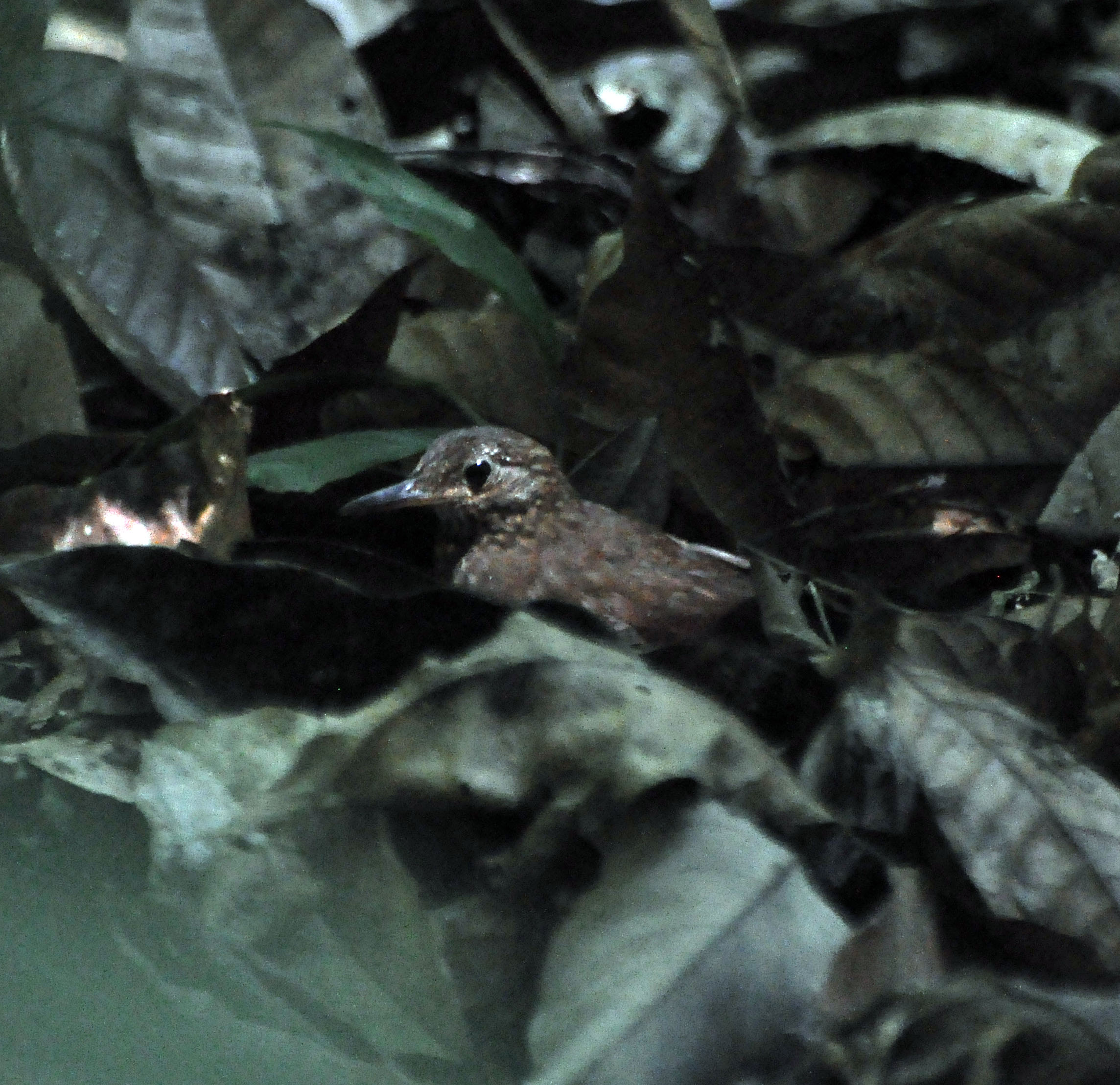

## Utbredning och systematik
Fjällstrupig lövkastare delas in i tre underarter med följande utbredning:
- Sclerurus guatemalensis guatemalensis – förekommer från tropiska södra Mexiko (Veracruz) till östra Panama
- Sclerurus guatemalensis salvini – förekommer från västra Colombia (Chocó) till västra Ecuador (söderut till Guayas)
- Sclerurus guatemalensis ennosiphyllus – förekommer i Colombia (Río Magdalenas floddal i Santander)

### Familjetillhörighet
Lövkastarna placeras traditionellt i familjen ugnfåglar (Furnariidae), men urskiljs av vissa som en egen familj tillsammans med minerarna i Geositta efter DNA-studier.

## Levnadssätt
Fjällstrupig lövkastare bebor fuktskogar upp till 1250 meters höjd. Där för den en tillbakadragen tillvaro på marken födosökande bland torra löv med sina näbbar efter små ryggradslösa djur. Fågeln ses ensam eller i par och hoppar fram snarare än går. Den är svår att få syn på men känns igen på lätena som oftast hörs vid gryning och skymning. Arten häckar i hål i jordbanker eller bland fallna träds exponerade rötter.

## Status och hot
Fjällstrupig lövletare har ett stort utbredningsområde, men är mestadels en ovanlig art, dock vanligare i vissa områden. Den tros minska i antal, dock inte tillräckligt kraftigt för att den ska betraktas som hotad. Internationella naturvårdsunionen IUCN kategoriserar därför arten som livskraftig (LC). Världspopulationen uppskattas till färre än 50.000 individer.